# Le Fau
Pour les articles homonymes, voir Fau.
Le Fau est une commune française, située dans le département du Cantal en région Auvergne-Rhône-Alpes. La commune appartient au canton de Mauriac depuis mars 2015 et à la communauté de communes du Pays de Salers.

## Géographie
Le Fau se trouve au sein du parc naturel régional des Volcans d'Auvergne. La commune est mitoyenne de Fontanges, Saint-Projet-de-Salers, Le Falgoux, Saint-Paul-de-Salers et Mandailles-Saint-Julien. Les monts du Cantal constituent la base d'un seul et unique volcan qui, par l'érosion et les glaciers, s'est transformé en de nombreuses vallées et plusieurs sommets dont le puy Chavaroche. Le volcan du Cantal est de par ses dimensions le plus grand d'Europe.
La commune est située entre le puy Violent et le puy Chavaroche. La rivière Aspre la traverse avant de se jeter après 14 km dans la Maronne (affluent de la Dordogne).
De nombreux ruisseaux traverse la commune : le ruisseau des Issards, le ruisseau de Rauffet, le ruisseau de la Chazette ou encore le ruisseau de Sartre. De magnifiques cascades se trouve sur l'Aspre : Chavaspre à environ 1 270 mètres d'altitude puis suivi de la cascade du bois-noir, de la Courbe, du trou du loup, de la cascade de Pissa d'El Coin et du Gourd de la Berti. Sur le ruisseau du Rauffet qui prend sa source vers 1 400 mètres d'altitude, on peut citer la cascade d'Embleau. Le point culminant de la commune est de 1 650 mètres d'altitude.
La commune a une altitude moyenne de 1 000 mètres environ. C'est un village de montagne situé dans le massif des monts du Cantal. Une partie du territoire est occupée par des pâturages d'estives. Au village de la Bastide coule une fontaine minérale aux eaux ferrugineuses. Dans le lit du ruisseau de Chavaspre coule une source sulfureuse. Au pied de la cascade du Gourd de la Berti se trouve un gouffre qui selon les habitants plonge à 7 mètres de profondeur. Parmi les lieux-dits, citons la Bastide, la Peyre-del-Cros ou la Jourdanie.

### Communes limitrophes
Les communes limitrophes sont Le Falgoux, Fontanges, Saint-Paul-de-Salers et Saint-Projet-de-Salers.

### Climat
Pour des articles plus généraux, voir Climat d'Auvergne-Rhône-Alpes et Climat du Cantal.
En 2010, le climat de la commune est de type climat de montagne, selon une étude du CNRS s'appuyant sur une série de données couvrant la période 1971-2000. En 2020, Météo-France publie une typologie des climats de la France métropolitaine dans laquelle la commune est exposée à un climat de montagne ou de marges de montagne et est dans la région climatique Ouest et nord-ouest du Massif Central, caractérisée par une pluviométrie annuelle de 900 à 1 500 mm, maximale en automne et en hiver.
Pour la période 1971-2000, la température annuelle moyenne est de 8,2 °C, avec une amplitude thermique annuelle de 14,6 °C. Le cumul annuel moyen de précipitations est de 1 908 mm, avec 14 jours de précipitations en janvier et 9,7 jours en juillet. Pour la période 1991-2020, la température moyenne annuelle observée sur la station météorologique de Météo-France la plus proche, sur la commune du Claux à 12 km à vol d'oiseau, est de 8,4 °C et le cumul annuel moyen de précipitations est de 1 515,7 mm,. Pour l'avenir, les paramètres climatiques de la commune estimés pour 2050 selon différents scénarios d'émission de gaz à effet de serre sont consultables sur un site dédié publié par Météo-France en novembre 2022.

### Environnement
La commune du fait de son très faible peuplement est préservée et présente des caractéristiques écologiques remarquables. Le relief particulièrement accidenté favorise des sites naturels comme de nombreuses cascades et des arbres fossilisés sont visibles au sein du Bois Noir.[réf. nécessaire]
Les hauteurs abritent des pâturages qui servent d'estives aux vaches pendant l'été. Ces terrains sont parsemés de restes d'anciens burons ; ces constructions servaient de lieu d'habitation saisonnière pour les vachers. Ils sont les témoins d'une activité pastorale intense qui a eu lieu jusqu'au milieu du siècle dernier. On rencontre ici chamois, mouflons et marmottes. Les vallées abritent martres, blaireaux, renards, hermines, chevreuils, hérissons, sangliers ainsi que quelques lièvres. On peut aussi observer plus difficilement la genette ou parfois même le chat forestier. La rivière est encore riche en truites sauvages, plus rarement en vairons. On y rencontre parfois la loutre. Sont également présents plusieurs rapaces : éperviers, milans noir et royal, 
busards, circaètes, faucon pèlerins. Il y a aussi sur le massif des observations régulières  de vautour fauve, de vautour moine ou d'aigle royal ; notamment près du puy Mary. On trouve des reptiles comme le lézard des murailles, le lézard vert, la couleuvre à collier ou la vipère aspic. Des variétés de chauves-souris rares sont présentes ainsi que des coucous, martinets ou hirondelles. Autrefois, le loup était présent mais le dernier spécimen présent dans le département fut tué en 1927.
Au niveau des insectes, on peut citer l'Apollon arverne, espèce endémique de papillon présent essentiellement dans les monts du Cantal.
Autrefois était présent dans le département le lynx boréal (probablement disparu vers 1860), l'ours brun (disparu vers 1600). Le loup est présent sur la commune, où le tissu forestier dense, la faiblesse démographique et l'abondance de nourriture (chamois, chevreuils...) favorise son séjour. De nombreuses prédations sur les troupeaux ovins sont constatées ces dernières années. Le loup a également été vu et photographié plusieurs fois par des randonneurs et chasseurs. Le secteur compterait plusieurs spécimens. En 2021, une louve avec des louveteaux aurait été aperçue.
La gentiane, plante emblématique des monts d'Auvergne servant à fabriquer un apéritif local est présent sur la commune. Dans les bois, le hêtre domine, on y trouve quelques chênes pédoncule et des résineux qui pour la plupart ont été plantés par l'homme en particulier du Douglas ou de l'épicéa. Parmi les plantes que l'on peut trouver sur le massif Cantalien, citons la Digitale, la Centaurée des montagnes, l'Aconit tue-loup, l'Ancolie commune, l'Arnica des montagnes le lys-martagon ou la Circée Alpine. Les jardins et anciens vergers abritent  quelques variétés de fruitiers anciens surtout des pommiers. Les plantes sauvages comestibles sont les myrtilles, fraises des bois, noisetier commun et framboisiers. Des signalements de renouée du Japon, espèce végétale invasive, ont été signalés. Les dernières exploitations agricoles ainsi que les pâtures d'estives permettent d'entretenir le territoire.

## Urbanisme

### Typologie
Au 1er janvier 2024, Le Fau est catégorisée commune rurale à habitat très dispersé, selon la nouvelle grille communale de densité à 7 niveaux définie par l'Insee en 2022.
Elle est située hors unité urbaine et hors attraction des villes,.

### Occupation des sols
L'occupation des sols de la commune, telle qu'elle ressort de la base de données européenne d’occupation biophysique des sols Corine Land Cover (CLC), est marquée par l'importance des forêts et milieux semi-naturels (83,2 % en 2018), une proportion sensiblement équivalente à celle de 1990 (82,4 %). La répartition détaillée en 2018 est la suivante : 
forêts (44,3 %), milieux à végétation arbustive et/ou herbacée (37 %), prairies (16,8 %), espaces ouverts, sans ou avec peu de végétation (1,8 %). L'évolution de l’occupation des sols de la commune et de ses infrastructures peut être observée sur les différentes représentations cartographiques du territoire : la carte de Cassini (XVIIIe siècle), la carte d'état-major (1820-1866) et les cartes ou photos aériennes de l'IGN pour la période actuelle (1950 à aujourd'hui).

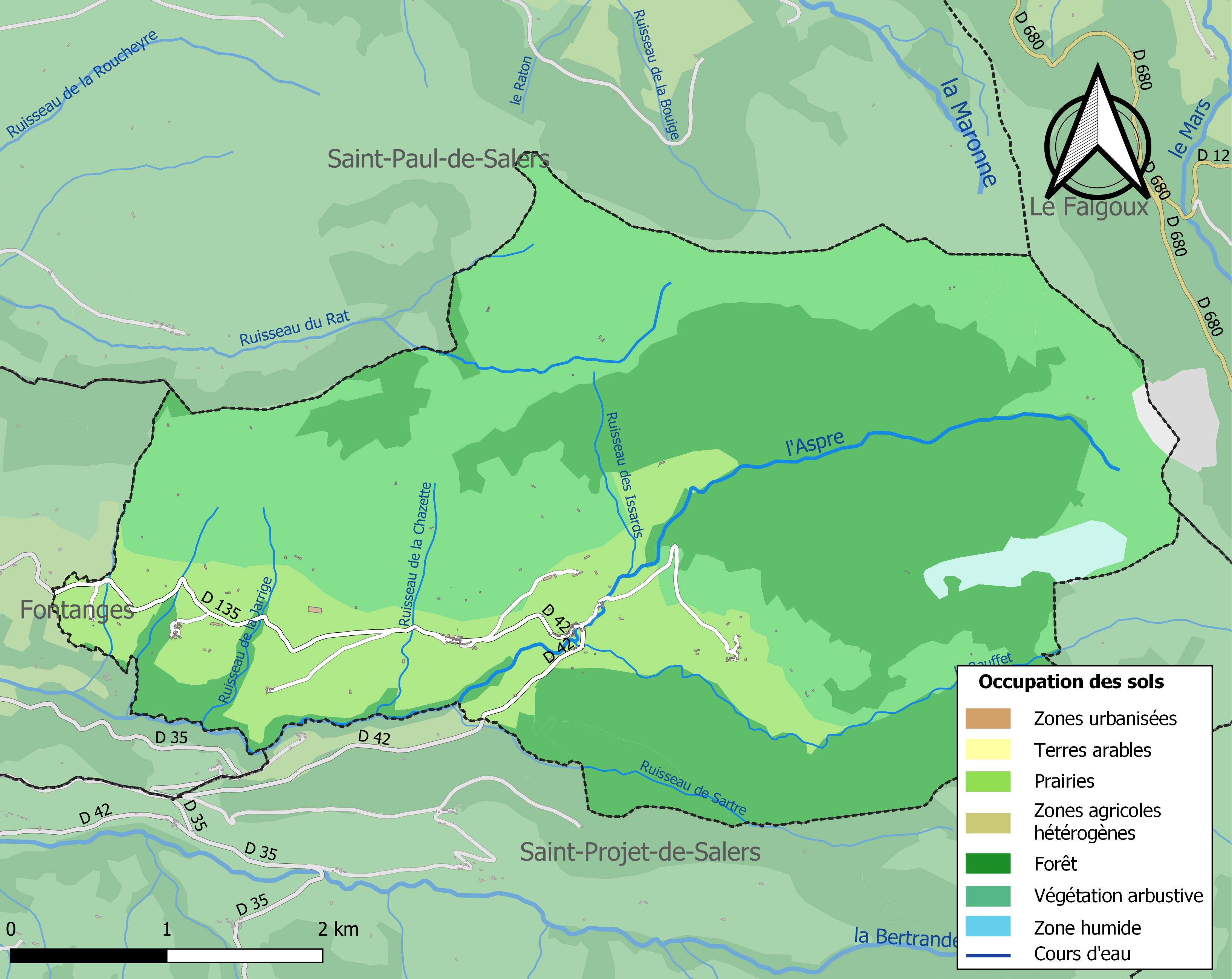
Carte des infrastructures et de l'occupation des sols de la commune en 2018 (CLC).

### Habitat et logement
En 2020, le nombre total de logements dans la commune était de 85, alors qu'il était de 87 en 2014 et de 88 en 2009.
Parmi ces logements, 20 % étaient des résidences principales, 76,6 % des résidences secondaires et 3,5 % des logements vacants. Ces logements étaient pour 96,5 % d'entre eux des maisons individuelles et pour 3,5 % des appartements.
Le tableau ci-dessous présente la typologie des logements au Fau en 2020 en comparaison avec celle du Cantal et de la France entière. Une caractéristique marquante du parc de logements est ainsi une proportion de résidences secondaires et logements occasionnels (76,6 %) supérieure à celle du département (20,6 %) et à celle de la France entière (9,7 %). Concernant le statut d'occupation des résidences principales, 76,5 % des habitants de la commune sont propriétaires de leur logement (83,3 % en 2014), contre 70,6 % pour le Cantal et 57,5 pour la France entière.
| Typologie                                               | Le Fau | Cantal | France entière |
| ------------------------------------------------------- | ------ | ------ | -------------- |
| Résidences principales (en %)                           | 20     | 67,7   | 82,1           |
| Résidences secondaires et logements occasionnels (en %) | 76,6   | 20,6   | 9,7            |
| Logements vacants (en %)                                | 3,5    | 11,7   | 8,2            |

## Histoire
À l'origine, le territoire des monts du Cantal était peuplé par les Arvernes, ce peuple gaulois qui combattit notamment à Gergovie. Ils étaient éleveurs et pratiquaient certainement l'estive. Au Moyen Âge, la région était inhospitalière avec ses forêts denses, le relief accidenté, les animaux sauvages et des hivers longs.

L'église Saint-Roch est édifiée au milieu du XIXe siècle.

Dans un écrit des années 1850, un visiteur passionné de géologie nous décrit la commune qui était alors dépendante de Fontanges : on y apprend que l'alun présent dans la rivière Aspre faisait le bonheur des blanchisseuses de Fontanges à qui on confiait du linge venu de fort loin. La Bastide était le dernier endroit de la vallée où l'on pouvait trouver le gîte et le couvert, la fontaine du village attire de nombreux curieux des villages alentour et les chasseurs nombreux se rencontraient très régulièrement en ces lieux.
En 1870, Le Fau est érigée en commune par démembrement de Fontanges.
Autrefois, le bourg ainsi que le village de la Bastide abritaient commerces et hôtels. Il y avait une école et une ligne d'autobus reliait, jusque dans les années 1950, la commune à Aurillac en passant par Fontanges et Saint-Martin-Valmeroux.
La commune, comme l'ensemble du Cantal, a connu un long déclin démographique. Les conditions de vie rudes, les hivers longs, le travail agricole souvent pénible ont poussé les jeunes générations à partir faire fortune en ville, à Paris notamment ; bon nombre d'habitants de la vallée sont partis grossir le nombre de bougnats. D'autres sont devenus marchands ambulants, tisserands, ferronniers… Le peu de perspectives et la baisse du nombre d'agriculteurs ont eu raison du nombre d'habitants qui, au fil des décennies, a baissé considérablement; nombre de commerces ont fermé et les fermes sont transformées en estives occupées uniquement de mai à septembre.
Aujourd'hui, de nombreuses maisons sont transformées en résidences secondaires ou gîtes. Il est difficile d'imaginer qu'il y a eu jadis tant de vie : des potagers, des jardins entretenus, des commerces, des marchands ambulants, des rires d'enfants dans les rues, des bûcherons descendant du bois noir avec chevaux chargés… toutes ces scènes de vie dont quelques anciens se souviennent encore. Après la Seconde Guerre mondiale, le déclin démographique se poursuit. Le village compte actuellement une trentaine d'habitants. Aujourd'hui le Fau offre un terrain de jeux idéal pour la pratique des sports de pleine nature (randonnée, GR 400, canyoning, ski de fond au col de Légal, escalade, etc.) et le ressourcement en famille avec un cadre naturel exceptionnel facilement accessible (fontaine minérale, cascades, petits chemins de randonnées…). L'offre touristique se développe avec de nombreux gites, le gite d'étape communal, l'auberge du Fau, une fromagerie avec vente directe de Cantal-Salers fermier, une fromagerie avec vente directe de fromage de chèvre fermier.

## Politique et administration
| Période                                  | Période                 | Identité         | Étiquette | Qualité                                            |
| ---------------------------------------- | ----------------------- | ---------------- | --------- | -------------------------------------------------- |
| Les données manquantes sont à compléter. |                         |                  |           |                                                    |
| mars 1977                                | mars 1983               | Dominique Rouchy |           |                                                    |
| mars 1983                                | mars 2008               | Paul Magne       |           |                                                    |
| mars 2008                                | avril 2014              | Michel Favier    |           |                                                    |
| avril 2014                               | 25 juillet 2019 (Décès) | Abel Lapeyre     | DVD       | Agriculteur retraité                               |
| octobre 2019                             | 2020                    | Claude Hembert   |           |                                                    |
| 2020                                     | En cours                | Pierre Mennesson |           | Président de la CC du Pays de Salers (2021 → 2024) |

## Population et société

### Démographie
L'évolution du nombre d'habitants est connue à travers les recensements de la population effectués dans la commune depuis 1872. Pour les communes de moins de 10 000 habitants, une enquête de recensement portant sur toute la population est réalisée tous les cinq ans, les populations de référence des années intermédiaires étant quant à elles estimées par interpolation ou extrapolation. Pour la commune, le premier recensement exhaustif entrant dans le cadre du nouveau dispositif a été réalisé en 2008.

En 2022, la commune comptait 31 habitants, en évolution de +3,33 % par rapport à 2016 (Cantal : −1,08 %, France hors Mayotte : +2,11 %).
| 1872 | 1876 | 1881 | 1886 | 1891 | 1896 | 1901 | 1906 | 1911 |
| ---- | ---- | ---- | ---- | ---- | ---- | ---- | ---- | ---- |
| 505  | 415  | 411  | 403  | 416  | 387  | 351  | 383  | 262  |

| 1921 | 1926 | 1931 | 1936 | 1946 | 1954 | 1962 | 1968 | 1975 |
| ---- | ---- | ---- | ---- | ---- | ---- | ---- | ---- | ---- |
| 259  | 270  | 263  | 271  | 237  | 201  | 214  | 152  | 89   |

| 1982 | 1990 | 1999 | 2006 | 2008 | 2013 | 2018 | 2022 | - |
| ---- | ---- | ---- | ---- | ---- | ---- | ---- | ---- | - |
| 80   | 60   | 37   | 29   | 27   | 28   | 28   | 31   | - |

### Langue traditionnelle
La population utilise actuellement le français, mais le territoire parlait encore majoritairement le dialecte auvergnat de l'occitan comme une majorité de l'Auvergne il y a encore soixante ans. La frontière avec l'aurillacois, variante du dialecte languedocien (occitan méridional), est située non loin plus au sud dans le département.

## Économie
La commune abrite un commerce de restauration : l'auberge du Fau, ouverte en saison et l'hiver sur reservation. L'agriculture est l'activité dominante de la commune, en particulier l'élevage bovin. La commune compte également un élevage caprin avec production de fromage, un boulanger et une fromagerie (lait de vache). Plusieurs gîtes sont présents sur le territoire ainsi qu'une aire naturelle de camping et un gîte d'étape communal permettant entre autres d'héberger les nombreux randonneurs traversant la commune à partir du sentier de grande randonnée (GR 400) venant du puy Chavaroche et à destination du puy Violent (étape Le Falgoux - Le Fau et Mandailles - Le Fau). Il y a également d'anciens burons aménagés en refuge pour les randonnées. Sur Le Fau, on peut bénéficier de la présence de commerces ambulants (épiciers, boucher) et de vente directe de fromages.

## Culture locale et patrimoine

### Lieux et monuments
- Église Saint-Roch[18].

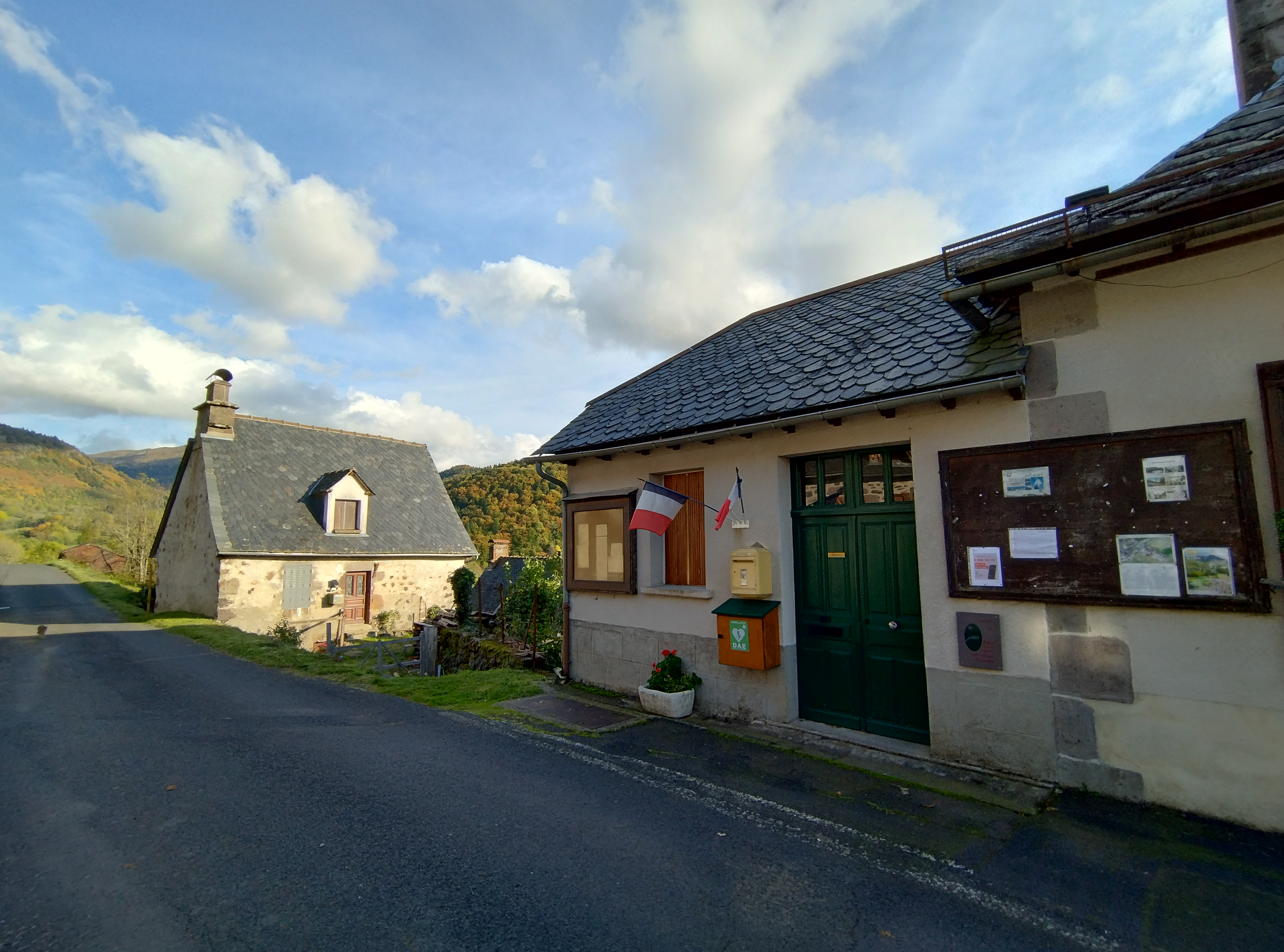
La mairie

- Roc d'Hozières (1 614 m) à l'est du territoire communal, un site d'escalade.
- Cabane de Saint-Euf  (1 205 m), un refuge de montagne.
- Principaux sommets de la commune :
  - la roche Taillade (1 650 m) ;
  - le roc des Ombres (1 633 m) ;
  - le puy Violent (1 592 m) ;
  - le puy d'Orset (1 525 m) ;
  - la roche Parlante (1 459 m).

### Personnalités liées à la commune
- Georges Londeix (1932-2011), écrivain né sur la commune.